# Martin Frobisher
Martin Frobisher (Yorkshire oko 1535. – Plymouth, 22. studenog 1594.), bio je istraživač, gusar i pomorac, prvi veliki engleski moreplovac 16. stoljeća, koji je nakon Johna Cabota (Giovanni Caboto), tri puta otplovio do Sjeverene Amerike traživši Sjeverozapadni prolaz prema Indiji što je tad bila glavna Engleska preokupacija.

## Životopis
Martin Frobisher je rano ostao bez oca, pa ga je majka dala bratu da ga odgoji i odhrani, pa je vrlo rano napustio školovanje i otisnuo se na more, u potrazi za bogatstvom i uspjehom. Već se 1553. i 1554. otisnuo u plovidbu do obala Gvineje u Africi, a od 1560. se bavio gusarenjem po kanalu La Manche robivši francuske brodove (uz privolu i dozvolu engleskog dvora) zbog tog je nekoliko puta hapšen pod optužbama za piratstvo, ali nikad nije osuđen.

### Istraživanja Amerike i Sjeverozapadnog prolaza
Tad se zanimao za mogućnost pronalaženja Sjeverozapadnog prolaza do Tihog oceana, pa se 1576. uputio kao zapovjednik flote od tri mala broda, na plovidbu preko Atlantika, s jednim od njih uspio je doploviti iste te godine do Labradora i Baffinovog otoka i otkriti zaljev koji danas nosi njegovo ime - Frobisher Bay. Po povratku u Englesku, izvjestio je svoje investitore o mogućim rudnicima zlata, pa je na osnovu tog dobio podršku dvora za još dvije ekspedicije u isto područje, koje je poduzeo 1577. i 1578. Na posljednjoj ekspediciji, doplovio je do Hudsonovog prolaza, ali se onda okrenuo i usidrio na poznato mjesto u Zaljev Frobisher na Baffinovu otoku, gdje je neuspješno pokušao uspostaviti koloniju. Vratio se u Englesku financijski slomljen i iscrpljen, a kako nije pronašao ni srebro ni zlato, njegovi investitori su mu okrenuli leđa, pa je morao potražiti drugi posao.

### Posljednje plovidbe i pogibija
Na more se vratio 1585. kad mu je Francis Drake dodijelio položaj viceadmirala u svojoj floti koja je krenula na u gusarenje po Karibima. Tri godine kasnije proslavio se u borbama protiv španjolske Armade, za što je dobio titulu viteza 1588.tijekom idućih šest godina Frobisher je bio zapovjednik nekoliko engleskih pomorskih eskadrila upućenih u gusarenje, uključujući i jednu upućenu na Azore - 1591.), koja je neuspješno nastojala robiti španjolske brodove. U svom posljednjem gusarskom podhvatu 1594. na španjolski brod koji je plovio uz zapadnu obalu Francuske - smrtno je ranjen - 1594.
Frobisher je nesumnjivo bio jedan od najsposobnijih pomoraca svog vremena, ali mu je kao istraživaču nedostajalo strpljenja i upornosti za otkrivanje svih činjenica novootkrivenih krajeva.

## Vanjske poveznice
- Martin Frobisher na portalu Dictionary of Canadian Biography Online (engl.)
- Martin Frobisher na portalu Encyclopædia Britannica